# Frostschutzberegnung

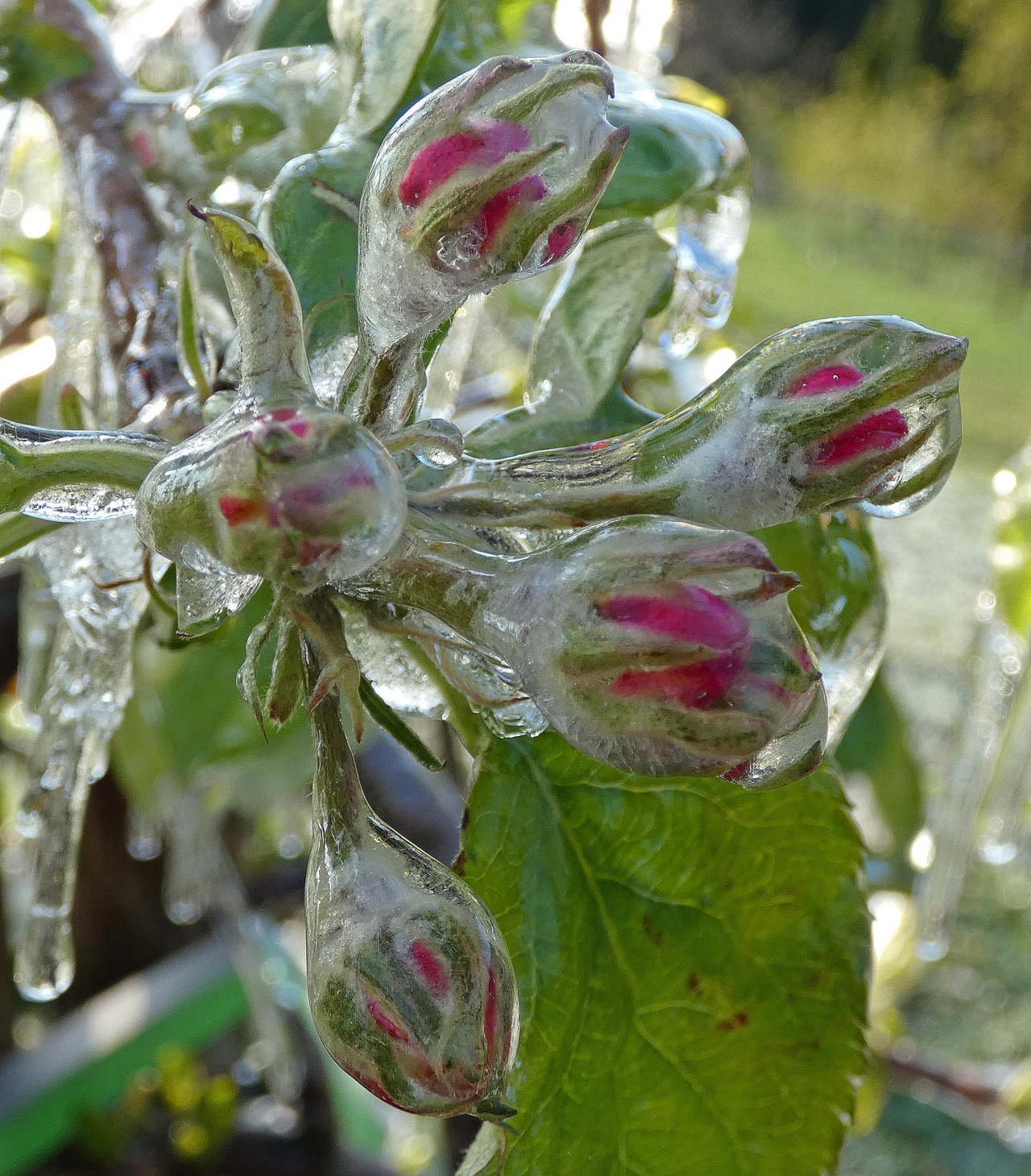
Eisumhüllte Apfelblüten nach nächtlicher Frostschutzberegnung im Alten Land

Als Frostschutzberegnung bezeichnet man das nächtliche Besprühen von Nutzpflanzen im Obst-, Wein- und Gemüsebau sowie in Baumschulen mit sehr feinen Wassertröpfchen, um spätere Ernteausfälle zu vermeiden. Ziel ist es, die bereits austreibenden Pflanzen im Frühling bei späten Nachtfrösten vor Erfrierungen zu schützen. Beim Gefrieren des Beregnungswassers wird auf den Pflanzen Erstarrungswärme freigesetzt, die zur Temperaturerhöhung auf Null Grad führt, wodurch Knospen und Blüten vor Frostschäden bewahrt werden.

## Funktionsweise

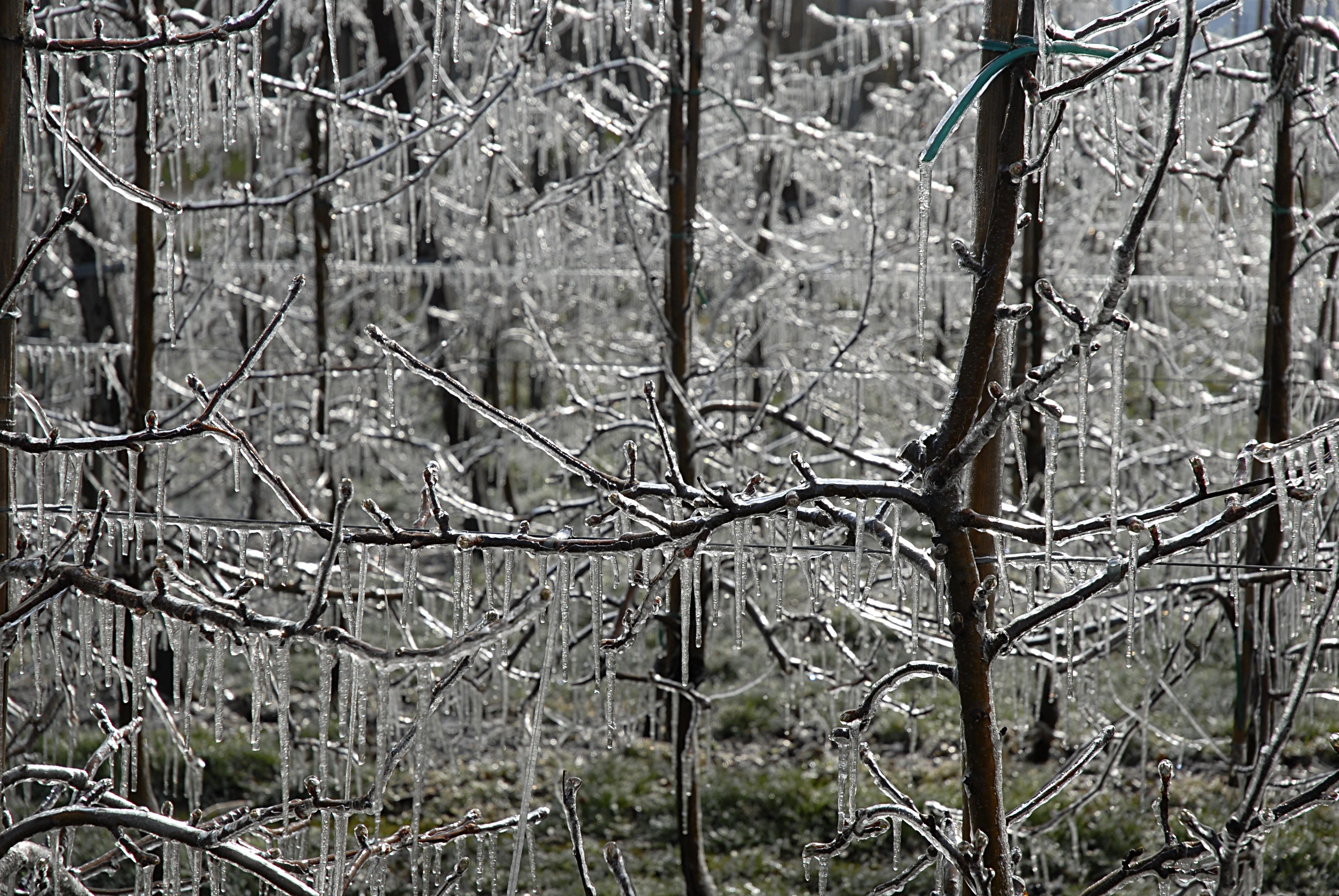
Bizarre Eisbildung durch nächtliche Frostschutzberegnung an Apfelbäumen im Vinschgau

Fallen die Lufttemperaturen in den Nachtstunden unter 0,5 °C, beginnt man mit einer ununterbrochenen Beregnung, wodurch sich auf den frostempfindlichen Pflanzenteilen eine anwachsende Eisschicht bildet. Die Beregnung erfolgt durch flächig versprühende, feine Tröpfchen erzeugende und die oberirdischen Pflanzenteile benässende Sprinkler, den zum Betrieb nötigen Wasserdruck erzeugen in der Regel schwere dieselgetriebene Pumpen.
Beim Gefrieren des Wassernebels wird die Kristallisationsenthalpie des Wassers freigesetzt – pro Liter Wasser etwa 335 kJ – wodurch die Temperatur innerhalb der Eishülle nicht unter den Gefrierpunkt absinkt. Insbesondere bei späten Nachtfrösten kann damit während der kritischen Stunden das Erfrieren der empfindlichen Blüten vermieden werden. Nach Sonnenaufgang taut der Eispanzer durch die Sonnenwärme wieder ab. Ein geringer Anteil der Wärmezufuhr erfolgt über die Oberflächenspannung, denn die Zerstäubung des Wassers erfordert Druckenergie, die dann in der Oberflächenspannung der Mikrotröpfchen gespeichert ist; vereinigen sich die Mikrotröpfchen zu größeren Tropfen, so wird diese gespeicherte Energie ebenfalls in Form von Wärme frei, die von den Knospen aufgenommen wird.
Einige unempfindliche Pflanzenarten können noch bei Lufttemperaturen bis in den Bereich von −9 °C durch die Beregnung gegen Frostschäden geschützt werden.

## Einschränkungen und Probleme
Frostschutzberegnung gilt als das sicherste Verfahren, um Blüten vor Spätfrost zu schützen. Allerdings werden hierfür pro Stunde und Hektar abhängig von der Froststärke zwischen 20.000 und 50.000 Liter Wasser benötigt. Diese große Wassermenge muss über Vorratsteiche bereitgestellt, über Kanäle innerhalb der Plantage verteilt und mittels Pumpen versprüht werden. Zudem hemmt die resultierende Durchnässung die Wurzelaktivitäten der Pflanzen und erhöht ihre Anfälligkeit für Krankheiten. Ferner können Nährstoffe ausgewaschen sowie die Befahrbarkeit des Bodens eingeschränkt werden.
Eine ausreichende Schutzwirkung durch die freiwerdende Kristallisationsenthalpie wird nur erreicht, wenn die relative Luftfeuchtigkeit mindestens 60 % beträgt und die Windgeschwindigkeit unter drei Beaufort liegt. Andernfalls wird der Pflanze durch Verdunstungswärme mehr Energie entzogen, als Wärme durch den Gefrierprozess abgegeben wird. Dieser umgekehrte, zusätzlich abkühlende Effekt tritt auch ein, wenn die kontinuierliche Beregnung bei noch anhaltendem Frost beispielsweise wegen Wasser- oder Treibstoffmangels abgebrochen werden muss. Die Frostschutzberegnung muss bis zum vollständigen Abtauens des Eises durch die positive Umgebungstemperatur in den Morgenstunden fortgesetzt werden, denn beim Abtauen entzieht das Eis seiner Umgebung die gleiche Menge Wärmeenergie, die zuvor beim Gefrieren freigesetzt wurde.
Im Falle länger anhaltenden Frostes besteht durch die steigende Menge an gefrorenem Beregnungswasser bei Obstgehölzen und Strauchobst die Gefahr von Eisbruch.

## Alternativen
Alternative Methoden sind unter Frostschutz aufgeführt. 